# Az Örökség-ciklus szereplőinek listája
Ez az Örökség-ciklus szereplőinek listája. 

## Főszereplők

### Eragon
a történet kezdetén 15 éves főhős. Carvahallban született, apja Brom, anyja Selena. Mostohaapja Garow, mostohafivére Roran. Féltestvére Murtagh. Barna haja és szeme van. A történet kezdetén ember de az Agaetí Blödhren-en (Véreskü Ünnepén) a sárkányok átformálják tündévé. Sárkánylovas, sárkánya Saphira. Mivel a Farthen Dûr-i csatában megöli Durzát az árnyat, Árnyölő Eragonnak is nevezik, sőt Galbatorixszal vívott párbaja után egyesek Királygyilkosnak is titulálják. Szerelme Arya, de a tünde hercegnő visszautasítja. Először Brom tanítja, ő mutatja meg neki a mágia és vívás alapjait. Brom halála után csatlakozik a vardenekhez és a Farthen Dûr-i csatában megöli Durzát. Innen Ellesmérába megy a tündékhez, ahol Oromis, az aranyszínű Glaedr sárkánylovasa Oromis aki megsérült a Tizenhárom Esküszegő elleni harcban, tanítja. Itt már a mágia magasabb fokát is megismeri. Itt történnek a bizonyos Agaetí Blödhren-i (Véreskü Ünnepi) események. Az Égő mezőkön vívott csatában megküzd Murtaghal és sárkányával Tövissel. Rorannal együtt elpusztítja a ra'zacokat, sőt később a Ra'zacok fiókáit is. Az Urubaeni csatában egy varázslattal ráébreszti Galbatorixot mi minden rosszat tett, mire Galbatorix megöli önmagát. Ezek után keletre megy, felnevelni a lovasok új nemzedékét. Elutazik Vroengard szigetére,hogy kinyissa a lelkek sírboltját, de ehhez ki kell találnia a valódi nevét. Eragon az éjszaka kitalálja. Miután Eragon,Saphira és Gladr megmondja valódi nevét találnak 136szívek szívét és több száz sárkánytojást. 

### Saphira
egy kék színű sárkány, neve a zafír nevű ásványból ered. Eragon lélektársa. Beceneve Saphira "Bjartskular" amely az ősnyelven zafírpikkelyt jelent. Párja Fírnen, Arya sárkánya. Apja Iormûngr, egy olyan sárkány akinek volt lovasa, anyja pedig Vervada. Rokona még Fekete Raugmar és Belgabad, akit Glaedr "mindünk közül a legnagyobb"-nak titulál. Szinte minden kalandja azonos Eragonéval, hiszen ők egy elválaszthatatlan páros. Brom, Eragon édesapjának sárkányát is így hívták, mielőtt egy Esküszegő megölte a Dorú Areaba-i csatában. 

### Arya
tünde lány, az Örökség idején 103 éves. Anyja Islanzadí, tünde királynő. A vardenek tünde nagykövete. Több, mint hetven évig hordozta Saphira tojását, és próbálta kikeltetni. Durza, az árny elfogta őt, és Gil'lead-ben megkínozta, de Arya nem tört meg. Eragon kiszabadította, majd eljutottak a törpékhez. A végső csatában ő öli meg Shruikant a Dauthdaert-el. Fírnen, a zöld sárkány kikel neki, így lovas lesz, sőt a tündék döntése alapján átveszi anyja helyét. Romantikus szál fűzi Eragonhoz, korábban Fäolin közeli barátja. 

### Brom
Eragon apja, és Selena férje, Morzan gyilkosa, az első Saphira lovasa, Jeod barátja, és Carvahall mesemondója. Egy kék sárkány, első Saphira kelt ki neki, ezáltal Lovas lett. Sárkányát az Esküszegők megölik, emiatt bosszút esküdik. Mikor Morzan, az első Esküszegő várában kémkedik, beleszeret Selenába, Morzan szeretőjébe, a "Fekete Kézbe". Születik tőle egy gyermeke, de Selena nem sokkal a szülés után meghal. Brom később párbajozik Morzannal és mivel azt hiszi Morzan ölte meg Selenát, ez ad erőt neki. Később részt vesz Saphira tojásának elrablásában. Később Carvahallba költözik, hogy felügyelje fiát, Eragont. Mikor Eragonnak kikel Saphira, ő tanítja meg az alapokra. Később Dras-Leona közelében csapdába csalják őket, és az egyik ra'zac meggyilkolja. 
ITT NYUGSZIK BROM
Aki Saphira sárkány lovasa volt
Holcomb és Nelda fia
Selena szerelme
Árnyékölő Eragon apja
A varden ellenállás megalapítója
És az Esküszegők Átka.
Örök élet és dicsőség nevének.
Stydja unin mor'ranr.

### Galbatorix
Alagëasia trónbitorlója. Megőrül miután megölik első sárkányát. Megöli Vraelt, és elpusztítja a lovasok rendjét, majd Alagaësia királyának nevezi ki magát. Rájön a Nevek Nevére, és el akarja venni mindenki mástól a mágiát. A negyedik kötet végén Eragon varázslata miatt rájön, mennyi szörnyűséget csinált a birodalmával. 

### Nasuada
Adzsihád lánya, a vardenek leghatalmasabb vezére, az ő vezetése alatt esett el a Birodalom. Szerelme Murtagh. Először a Varden tanács azért őt nevezi ki, mert egy bábot akarnak, akit kedvükre irányíthatnak, de Nasuada nem hagyja magát. Eragon hűséget esküszik Nasuadának. Később Nasuadát elrabolja és fogva tartja Galbatorix. Itt szeret bele Murtaghba. Galbatorix megpróbálja rávenni, hogy hűséget esküdjön neki, de ez nem sikerül. A háború megnyerése után királynővé koronázzák. 

### Roran
Eragon unokatestvére, Garrow fia. Felesége Katrina, apósa Sloan. Miután szerelmét elrabolják a Ra'zacok és Galbatorix katonái megszállják a falut, felbuzdítja a Carvahalliakat és szembeszáll a megszállókkal. Hamarosan a falusiakkal elindul át a Gerincen, és eljut a vardenekhez. Az Égő Mezőkön vívott csatában megöli az Ikreket, majd Eragon segítségével elpusztítja a Ra'zacokat. Csatlakozik a Vardenekhez katonaként, de már az elején kitűnik vezetési képessége, és harci ereje: egy csatában nem sok híján kétszáz ellenfelét megöli. Hamarosan a sereg fontos vezére lesz, döntő szerepet játszik az Aroughs-i, Feinster-i, Belatona-i, és a végső Urubaen-i ütközetben. Itt megöli Barst nagyurat. A háború után visszatér Carvahallba és kastélyt épít. 

### Murtagh
Morzan és Selena fia, Eragon féltestvére, Nasuada szerelme, Tövis lovasa. Galbatorix udvarában született, itt nevelkedett, de később megszökött. Eragont megmenti a Ra'zacok fogságából, de amikor elérnek a Vardenekhez, nem engedi, hogy az Ikrek megvizsgálják az elméjét. Később abban az akcióban, melyben Adzsihád a halálát leli, őt elrabolják az Ikrek, és Galbatorix rezidenciájára viszik. Itt kikel neki az egyik, a vörös tojás. Sárkánya a Tövis nevet kapja. Galbatorix megkínozza, így veszi rá arra, hogy hűséget esküdjön neki. Murtagh kap egy adag Eldunarít, így legyőzi Eragont több ízben. Beleszeret Nasuadába. A végső csatában megvív Eragonnal, de végül Galbatorix ellen fordul és Eragonnak segít. A csata után megtanítja Eragonnak a Nevek Nevét, majd elmegy a vadonba megbánni bűneit. 

### Tövis
a vörös sárkány, Murtagh sárkánya. Galbatorix megnöveli növését

### Orik
egy törpe férfi, a Dûrgrimst Ingeitum klán tagja. Mindig jó barátságban volt Eragonnal. Rokona Hrothgar-nak, a törpök királyának, és az ő halála után meg is koronázzák. 

## Vardenek

### Adzsihád
A Vardenek egyik vezetője. Nasuada apja. Az urgalok Éjvadásznak is nevezzték

### Nasuada
Adzsihád lánya, a vardenek vezetője.

### Elva
Jövőbe látó gyermek, aki érzi az emberek, testi- lelki fájdalmát, mert az előző könyvekben Eragon megáldotta az ősnyelven, de hibázott, eredetileg az áldás megvédte volna a fájdalomtól, amikor megáldotta Eragon, Saphira egy gedwayinasiga szerű csillagot varázsol a homlokára. 

### Angela
Füvesasszony/ boszorkány. Múltjáról nem tudunk meg sokat. 

### Solembum
Angela a füvesaszony/boszorkány társa. Egy váltott macska, azaz egy tűhegyes fogakkal rendelkező intelligens lény aki macska és emberi alakban is meg tud jelenni.

### Jeod
Kereskedő és tudós. Ő a Varden ügynöke, akit üzletével támogatott különféle kellékek csempészésével, amíg ki nem tették a Birodalomnak, amivel súlyos veszteségeket szenvedett.  Ő és Brom ellopták Saphira tojását a Birodalomból. Segített Eragonnak megtalálni a lethebrákat. Házastársa Helen. 

### Fredric
Csonkamancsú Grimrr
Árnyvadász

## Galbatorix követői

### Durza
Árny, Eragon a Farthendur-i csatában megöli. Ő tartja fogva Arya-t. 

## Carvahall-i szereplők

### Birgit
Byrd
Quimby
Albriech
Baldor
Mandel
Felda
Gedric

## Szereplők Du Welldenvardenből

### Arva
Laufin

## A történet előtti szereplők

### Fekete Raugmar
Morzan

## Fordítás
- Ez a szócikk részben vagy egészben  a   List of Inheritance Cycle characters című angol Wikipédia-szócikk ezen változatának fordításán alapul.  Az eredeti cikk szerkesztőit annak laptörténete sorolja fel. Ez a jelzés csupán a megfogalmazás eredetét és a szerzői jogokat jelzi, nem szolgál a cikkben szereplő információk forrásmegjelöléseként.